# Iglesia de Ienashi del profeta Jonás
La Iglesia de Ienashi del profeta Jonás (en idioma georgiano:იენაშის იონა წინასწარმეტყველის ეკლესია) y también conocida como iglesia de Ian (en idioma svano:ჲან), es un edificio medieval de la Iglesia Ortodoxa Georgiana en la provincia de Upper Svaneti, al noroeste de Georgia, que ahora forma parte del municipio de Mestia, en la región de Samegrelo-Zemo Svaneti. La iglesia se construyó entre los siglos XII y XIV, pero refleja una práctica georgiana anterior al tener un pasillo semiabierto -un deambulatorio- que termina en un ábside al este de la nave principal del edificio. La iglesia está inscrita en la lista de los Monumentos culturales inamovibles de importancia nacional de Georgia.

## Localización
La iglesia del profeta Jonás está situada en el pueblo de Ienashi, a 1360 m sobre el nivel del mar, en la unidad territorial latina del municipio de Mestia, en las estribaciones del Gran Cáucaso. Esta parte de Svaneti fue conocida como «Svaneti Libre» en el siglo XIX. No hay fuentes literarias contemporáneas sobre la construcción y la historia de Ienashi. La iglesia y los objetos que se conservan en ella fueron descritos por primera vez, con gran detalle, por el erudito Ekvtime Taqaishvili durante su expedición a Svanetia el año 1910.

## Descripción

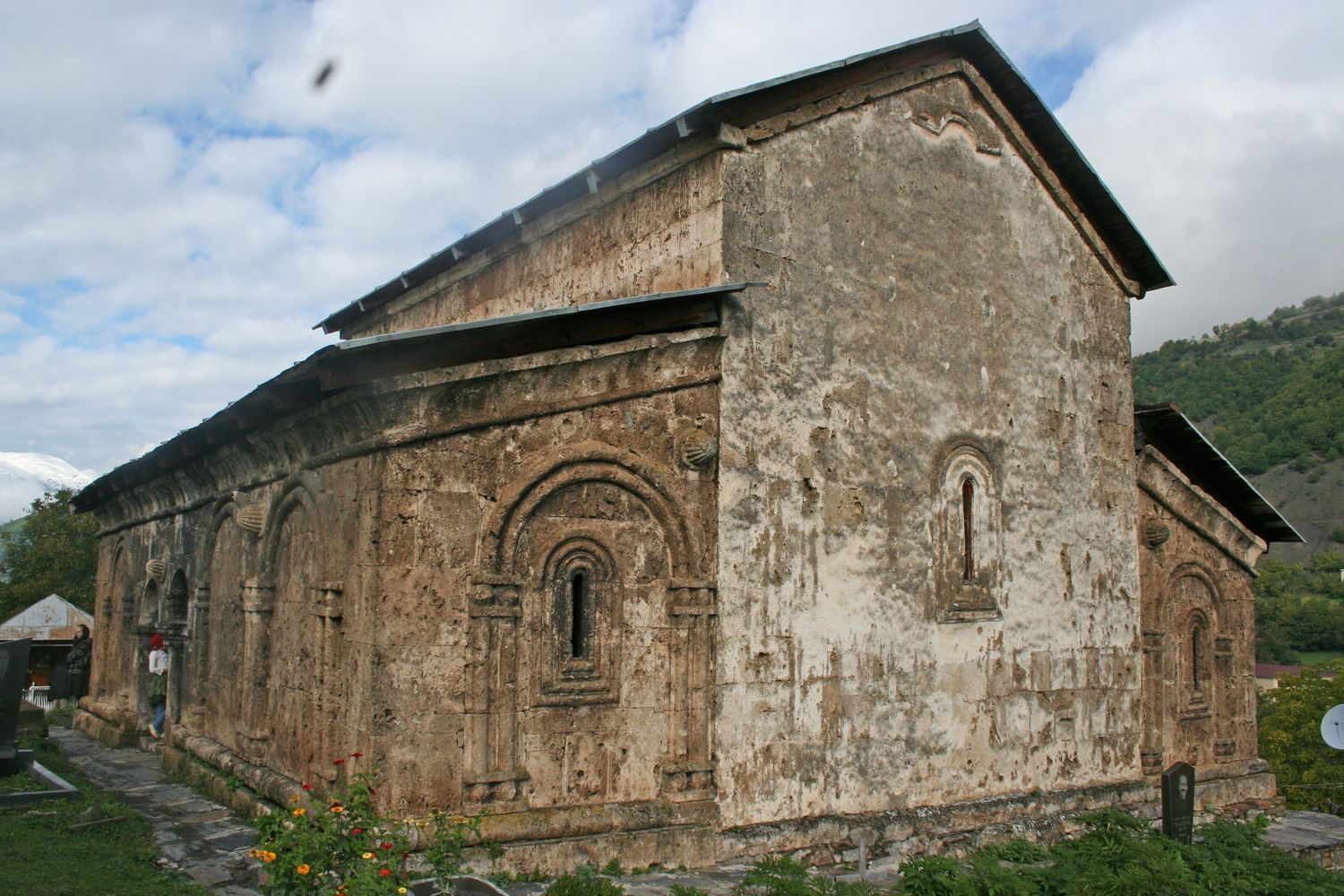
Fachada oriental

La iglesia de Ienashi está construida con bloques de piedra arenisca cortados uniformemente. Se trata de una iglesia de planta de salón, con un deambulatorio por tres lados y que termina en un ábside al este. El interior está dividido en tramos por un par de columnas que sostienen un arco abovedado. La iglesia está iluminada por ventanas realizadas en el ábside del altar y en el muro central oeste; hay dos puertas, una al sur y otra al oeste. La iglesia tiene dos anexos, ambos arqueados en el interior y cubiertos de arquitrabes en el exterior. Las fachadas apenas están decoradas además de la piedra de construcción. El edificio se basa en un zócalo de dos escalones y está coronado por una cornisa pronunciada.
El interior está decorado con una serie de pinturas al fresco, pero que están muy dañados. El estilo de las pinturas es una visión local del arte paleológico bizantino tardío. Representan al Salvador, la cruz del Gólgota, David, Salomón, Jonás y la ballena, los santos Pedro y Pablo, los Padres de la Iglesia, y una persona real no identificada, probablemente Constantino I de Imereti (r. 1293-1327).
En el pasado, la iglesia albergaba muchos objetos únicos; algunos de ellos se perdieron en una serie de robos, otros fueron recuperados y trasladados al Museo Svanetia de Historia y Etnografía de Mestia para su custodia. Entre estos artículos se encontraba el libro de los Evangelios de Ienashi -un manuscrito georgiano iluminado del siglo XIII-, así como los iconos con elementos dorados y plateados, como los del Salvador y los santos Jorge y Teodoro, y las cruces de metales preciosos, una de las cuales era de importación italiana de los siglos XIII al XIV.

### Decoraciones exteriores

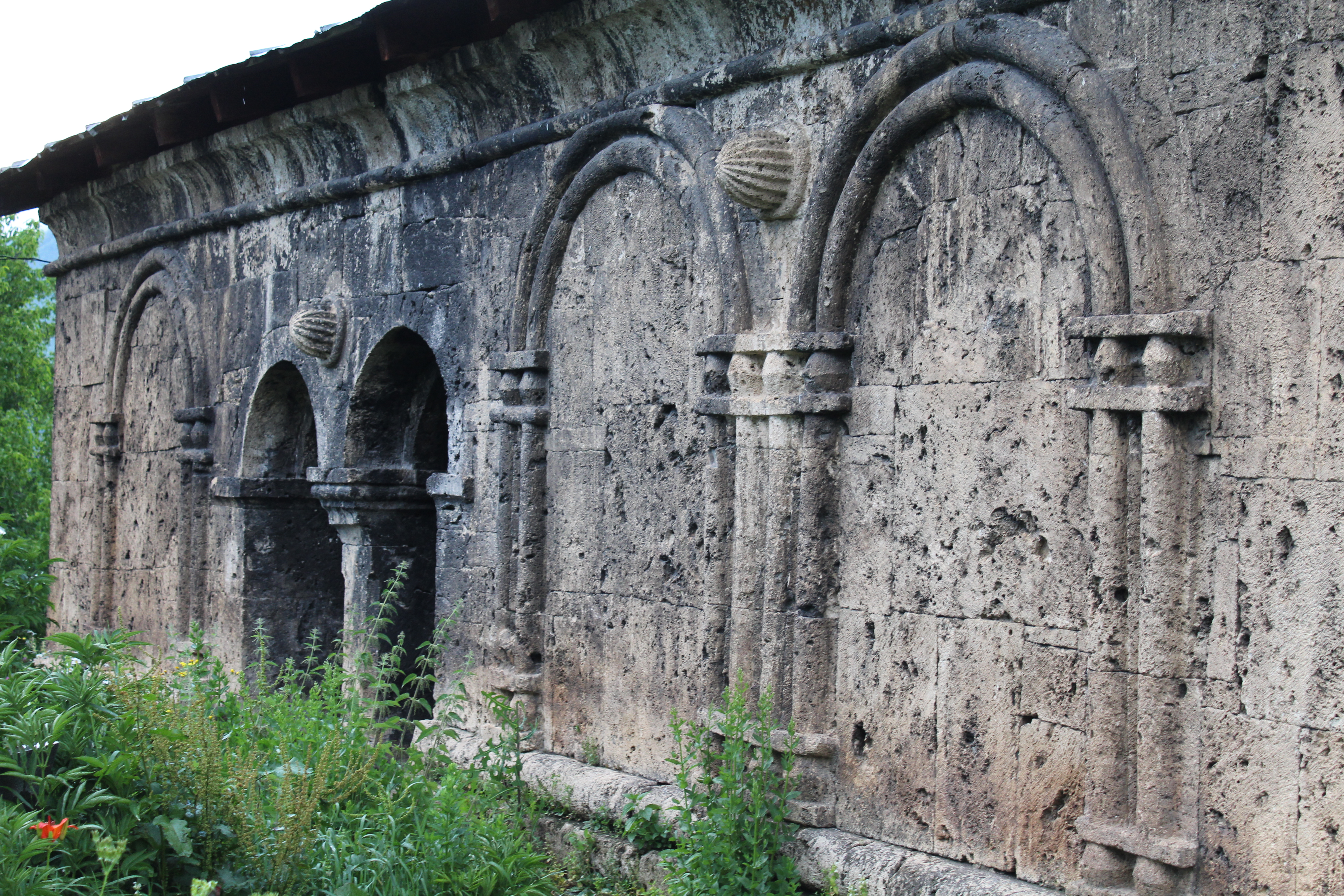
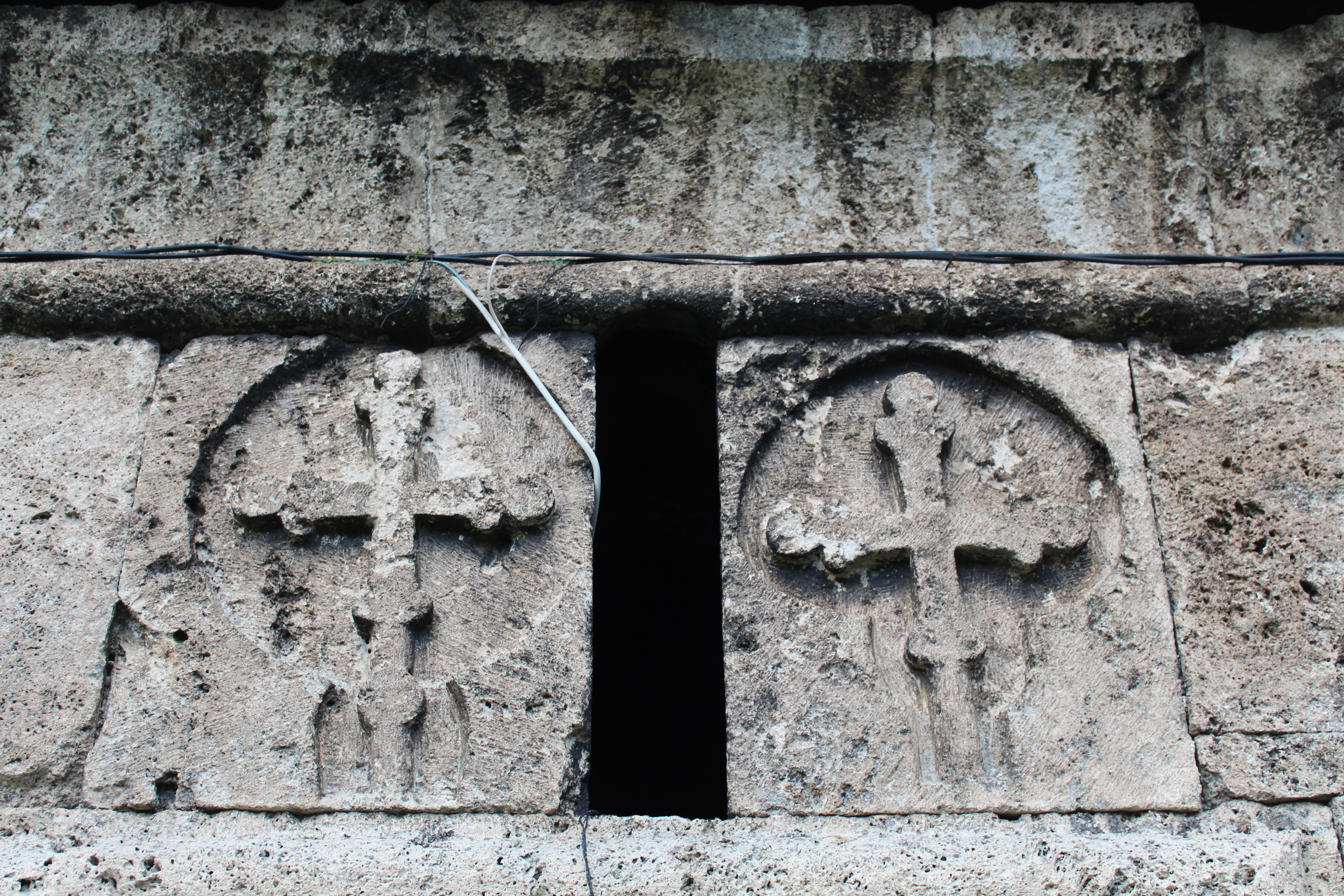
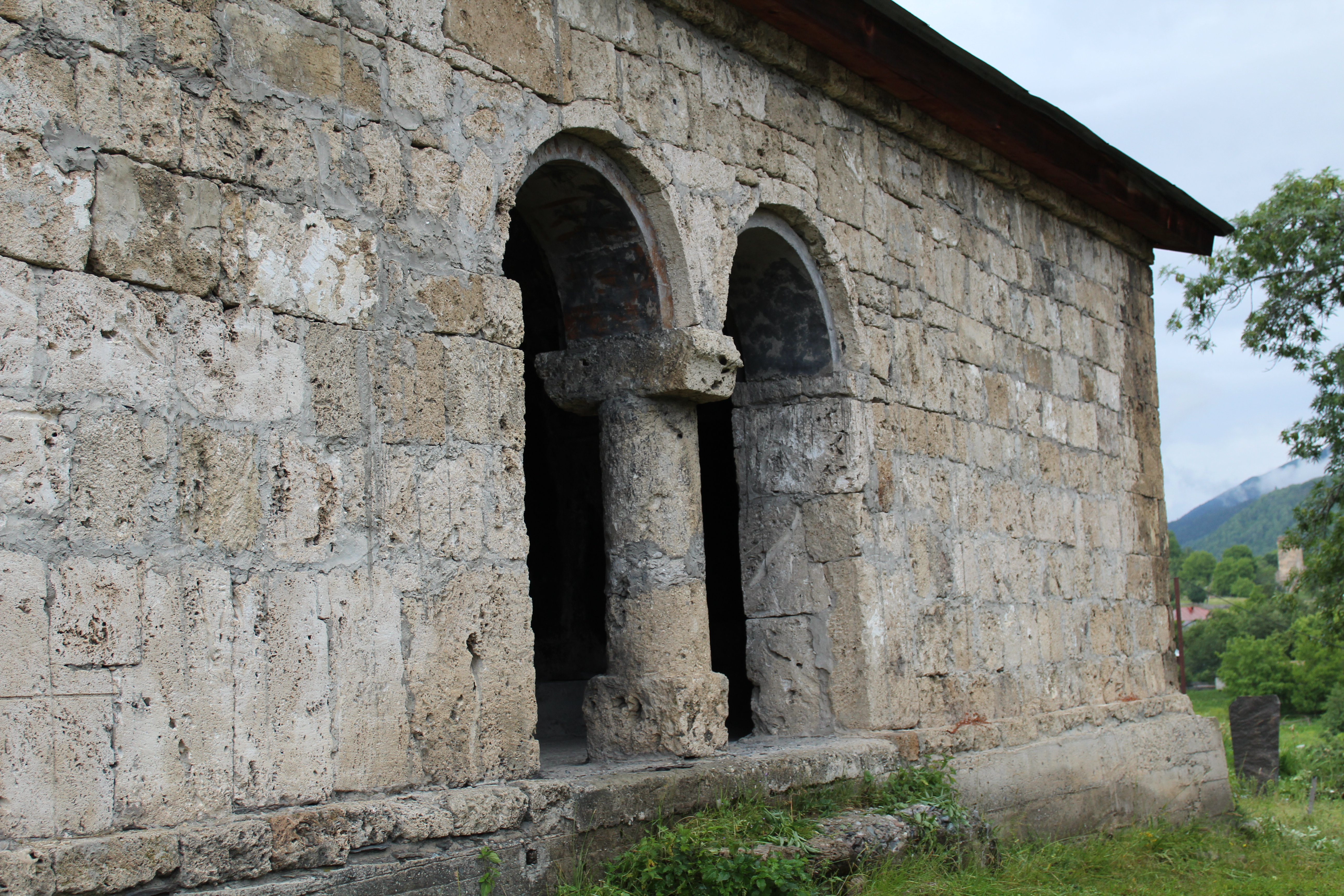